# Cap Girardeau
Cap-Girardeau (en anglais : Cape Girardeau) est une ville américaine du sud-est du Missouri, dans le comté de Cape Girardeau, sur la rive droite du Mississippi. Une petite partie de la ville est située dans le comté de Scott.
Le nom de la ville vient du Français Jean Baptiste de Girardot, qui créa un poste de traite provisoire à cet endroit vers 1733. Le « cap » était alors un promontoire rocheux qui dominait le Mississippi et qui fut détruit lors de la construction du chemin de fer.
La ville compte environ 35 000 habitants et possède un aéroport (Cape Girardeau Municipal Airport, code AITA : CGI) qui est situé dans le comté de Scott.

## Histoire
La ville est nommée d'après Jean Baptiste de Girardot, qui établit un poste de traite dans la zone autour de 1733. C'était un soldat français stationné à Kaskaskia, entre 1704 et 1720, dans la colonie française de la Louisiane. Le « cap », dans le nom de la ville, était un monticule rocheux surplombant le fleuve Mississippi, et qui fut plus tard détruit par la construction du chemin de fer. Dès 1765, un coude du Mississippi, à 60 km au sud du village canadien de Sainte-Genevieve, avait été appelé Cap Girardot ou Girardeau.
Les statuts de Cap-Girardeau voient le jour en 1793, date à laquelle le gouvernement espagnol, qui avait acquis la Louisiane en 1764 après la défaite française dans la Guerre de Sept Ans, accorde au Canadien Louis Lorimier le droit d'établir un poste de traite, c'est-à-dire des privilèges de négociation et une grande étendue de terres. Lorimier, promu gouverneur du district, fait fructifier ses terres et s'enrichit du commerce avec les peuples autochtones, comme les habitants des Monts Ozarks et les Mississippiens.
Également en 1793, le baron de Carondelet fait donation de terres près de Cap-Girardeau à Bob Black, chef des Chaouanons Hathawekela, lesquels avaient émigré depuis l'autre rive du Mississippi. Cette tribu, appelée plus tard Chaouanons de Cap-Girardeau, résistera avec succès à la déportation des Indiens d'Amérique jusqu'en 1833.

## Climat

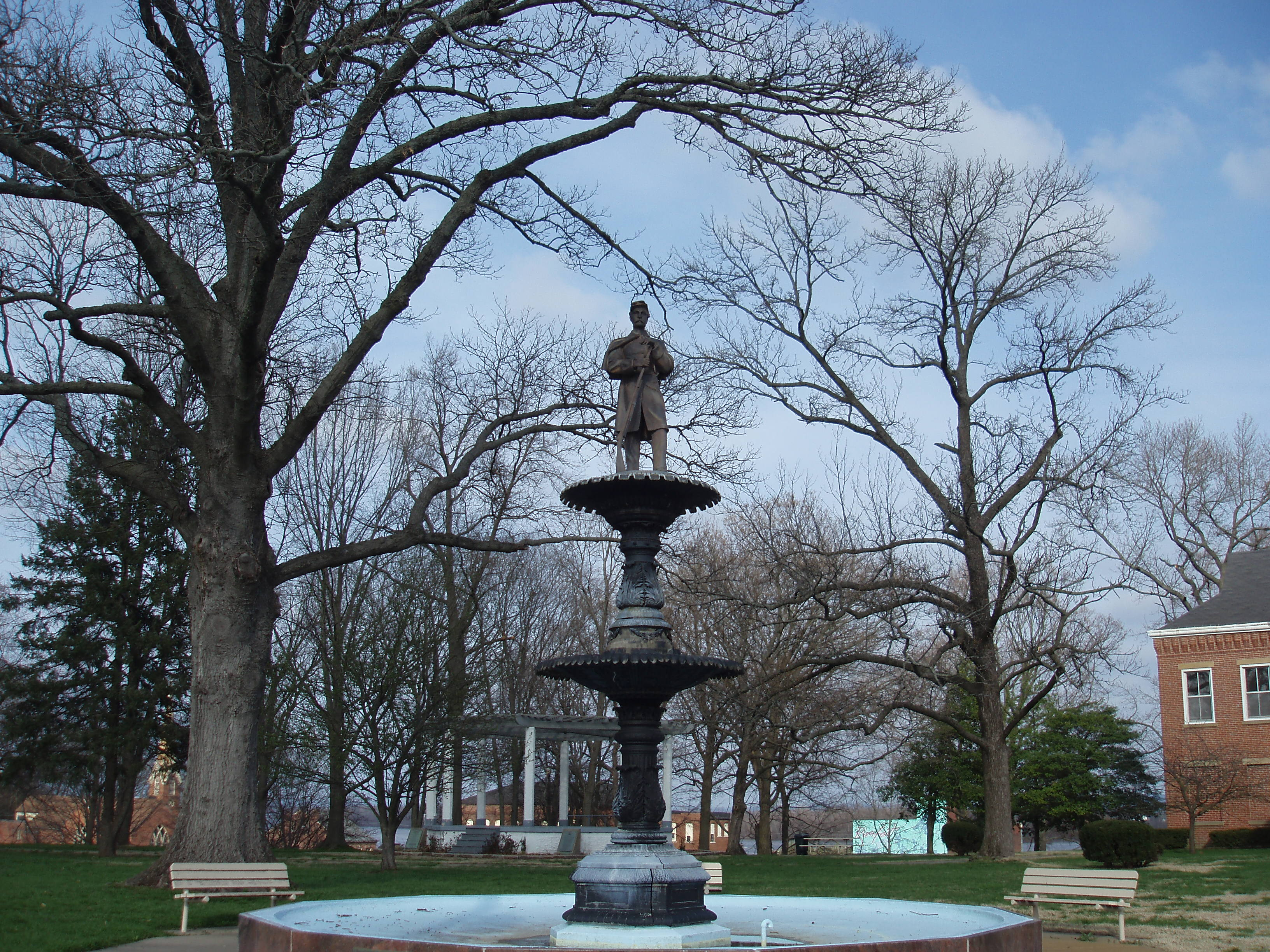

Cap-Girardeau bénéficie d'un climat subtropical humide (Cfa selon la classification de Köppen) avec quatre saisons distinctes ; elle est située dans la zone de rusticité USDA 6b. L'hiver, la commune est sujette aux précipitations de neige et de neige fondante (sleet), avec parfois des tempêtes de neige et du verglas. La moyenne des températures diurnes en janvier est de 0,6 °C et il y a en moyenne annuelle 14 jours en dessous de zéro ; la date moyenne du premier jour de gel est le 23 octobre, celle du dernier jour de gel le 7 avril. Les étés sont chauds et humides, avec une température moyenne diurne en juillet de 25,9 °C, et 48 jours au-dessus de 32 °C. Les précipitations annuelles sont de 1 190 mm, la saison la plus humide est le printemps. Les températures extrêmes vont de 42 °C (29 juin 2012) à −28 °C (11 janvier 1977).
| Mois                                                            | jan.                | fév. | mars  | avril | mai   | juin            | jui. | août | sep. | oct. | nov.  | déc. | année               |
| --------------------------------------------------------------- | ------------------- | ---- | ----- | ----- | ----- | --------------- | ---- | ---- | ---- | ---- | ----- | ---- | ------------------- |
| Température minimale moyenne (°C)                               | −4,5                | −2,2 | 2,2   | 7,5   | 13,1  | 17,9            | 19,9 | 18,6 | 13,5 | 7,3  | 2,3   | −2,8 | 7,7                 |
| Température minimale moyenne la plus basse (°C) année du record | −28 11 janvier 1977 | −26  | −16   | −8    | −1    | 6               | 9    | 7    | 1    | −5   | −13   | −24  | −28 11 janvier 1977 |
| Température maximale moyenne (°C)                               | 5,8                 | 8,8  | 14,6  | 20,4  | 25,4  | 30,2            | 31,9 | 31,5 | 27,4 | 21,3 | 14,1  | 7,2  | 19,9                |
| Température maximale moyenne la plus haute (°C) année du record | 23                  | 26   | 34    | 33    | 36    | 42 29 juin 2012 | 41   | 41   | 38   | 34   | 28    | 24   | 42 29 juin 2012     |
| Précipitations (mm)                                             | 88,1                | 86,6 | 111,8 | 110,7 | 138,7 | 90,7            | 85,3 | 76,7 | 83,3 | 96,3 | 112,8 | 108  | 1 189               |
| dont neige (cm)                                                 | 9,4                 | 11,2 | 3     | 0     | 0     | 0               | 0    | 0    | 0    | 0,5  | 0,25  | 4,6  |                     |
| Nombre de jours avec précipitations                             | 8,6                 | 8,7  | 11    | 10,6  | 12,3  | 9,8             | 8,9  | 7,6  | 7,7  | 8,5  | 10    | 9,8  |                     |
| Nombre de jours avec neige                                      | 2,5                 | 2,4  | 1,2   | 0     | 0     | 0               | 0    | 0    | 0    | 0,1  | 0,3   | 1,4  |                     |

## Personnalités liées
né(e) dans la ville
- Emily Sharp (1983-), catcheuse (lutteuse professionnelle) connue sous le nom de Daizee Haze
- Rush Limbaugh (1951-2021), annonceur de radio
- Dale Dye (1944-), acteur et marine retiré
- A. J. Ellis (1981-), receveur pour les Dodgers de Los Angeles
- Billy Swan (1942-), chanteur

autres
- William Hunter Johnson (1984-), catcheur (lutteur professionnel) connu sous le nom de Delirious
- Tony Spinner (1963-), guitariste et chanteur

Voir aussiCatégorie:Naissance dans le comté de Cap Girardeau

## Dans la culture populaire
- L'épisode 13 de la saison 1 de Supernatural se déroule à Cap Girardeau[5].
- Plusieurs scènes du film Gone Girl de David Fincher avec Ben Affleck et Rosamund Pike ont été tournées à Cap-Girardeau[6].